# Юрика (Міссурі)
Юрика (англ. Eureka) — місто (англ. city) в США, в окрузі Сент-Луїс штату Міссурі. Населення — 11 646 осіб (2020).

## Географія
Юрика розташована за координатами 38°29′57″ пн. ш. 90°38′52″ зх. д. / 38.49917° пн. ш. 90.64778° зх. д. (38.499162, -90.647869).  За даними Бюро перепису населення США в 2010 році місто мало площу 27,07 км², з яких 26,81 км² — суходіл та 0,26 км² — водойми.

## Демографія
Згідно з переписом 2010 року, у місті мешкало 10 189 осіб у 3474 домогосподарствах у складі 2758 родин. Густота населення становила 376 осіб/км².  Було 3683 помешкання (136/км²).
Расовий склад населення:
| - 94,9 % — білих - 1,9 % — азіатів - 0,8 % — чорних або афроамериканців - 0,2 % — корінних американців - 0,1 % — вихідців з тихоокеанських островів |

До двох чи більше рас належало 1,7 %. Частка іспаномовних становила 2,0 % від усіх жителів.
За віковим діапазоном населення розподілялося таким чином: 30,9 % — особи молодші 18 років, 59,5 % — особи у віці 18—64 років, 9,6 % — особи у віці 65 років та старші. Медіана віку мешканця становила 37,1 року. На 100 осіб жіночої статі у місті припадало 98,3 чоловіків;  на 100 жінок у віці від 18 років та старших — 93,5 чоловіків також старших 18 років.
Середній дохід на одне домашнє господарство  становив 102 862 долари США (медіана — 83 704), а середній дохід на одну сім'ю — 112 898 доларів (медіана — 99 855). Медіана доходів становила 72 802 долари для чоловіків та 50 266 доларів для жінок. За межею бідності перебувало 5,5 % осіб, у тому числі 3,0 % дітей у віці до 18 років та 8,4 % осіб у віці 65 років та старших.
Цивільне працевлаштоване населення становило 4752 особи. Основні галузі зайнятості: освіта, охорона здоров'я та соціальна допомога — 23,7 %, науковці, спеціалісти, менеджери — 13,8 %, виробництво — 11,5 %, мистецтво, розваги та відпочинок — 11,2 %.